# Клење (Дибер)
Клење (алб. Klenjë) је насељено место у општини Булћиза у округу Дибер, Албанија. Према попису из 1989. године било је 553 становника.
Према бугарском географу и историчару, Василу Канчову, у Клењу је 1900. године живело 240 Словена хришћана и 230 Словена муслимана. Српски етнограф Миленко Филиповић, 1940 године наводи да је Клење настањено Словенима хришћанима и муслиманима, од којих је око 40 православних породица. Године 1924. у селу је било 130 породица у око 100 кућа.